# Poliploidija
Poliploidija je pojav, ko ima organizem več kot dve garnituri kromosomov. Običajno so organizmi diploidni, kar pomeni da imajo dve garnituri kromosomov, vsako so podedovali od enega starša. Do poliplodije pride zaradi nepravilne ločitve kromosomov v procesu mejoze, ko nastajajo gamete. V evoluciji prihaja tudi do podobne mutacije, ko imajo organizmi samo eno garnituro kromosomov, kar imenujemo haplodija. 
Poliplodija se pojavlje pri nekaterih živalskih vrstah kot na primer pri zlati ribici, lososu, močeradu, največkrat pa pri cvetočih rastlinah kot na primer hibiskus. 
Normalen pojav poliplodije pa je tudi na nivoju tkiva, kot na primer v mišičnih celicah človeka.  
Poliplodija je redek pojav, a je pomemben dejavnik v evoluciji, predvsem rastlin.